# رشيد المدور
رشيد المدور (28 فبراير 1964 -) هو نائب برلماني ومؤلف مغربي سابق.

## حياته ونشأته
ولد بـ الدار البيضاء بتاريخ 28 فبراير 1964، عضو سابق بالأمانة العامة لحزب العدالة والتنمية وعضو سابق بهيئته التحكيمية.
حصل على: الدكتوراه في الدراسات الإسلامية العليا في مؤسسة دار الحديث الحسنية بجامعة القرويين بالرباط عام 2016 بميزة مشرف جدا والتوصية بطبع الأطروحة التي كانت في موضوع: نظرية التكامل بين الزكاة والضريبة: دراسة تأصيلية فقهية، والدكتوراه في الحقوق في كلية العلوم القانونية بجامعة محمد الخامس بالرباط عام 2014 بميزة مشرف جدا والتوصية بطبع الأطروحة التي كانت في موضوع: «إشكالية النظام الداخلي للبرلمان في ضوء الدستور الجديد 2011»؛ وشهادة التأهيل في الدراسات الإسلامية العليا بميزة حسن والترتيب الأول من مؤسسة دار الحديث الحسنية بالرباط عام 2010؛ وماستر في القانون العام، تخصص القانون الدستوري. بميزة مستحسن والترتيب الأول وجائزة التفوق الأولى من جامعة محمد الخامس-أكدال – كلية العلوم القانونية والاقتصادية والاجتماعية- الرباط، عام 2011؛ وشـهادة الدراسات العـليا في العـلوم الإسـلامية، بميزة مستحسن، من دار الحديث الحسنية بالـربـاط عام 1994؛ وشهادة الأهلية للتعليم الثانوي، بميزة مستحسن، بالمدرسة العليا للأساتذة بتطوان/المغرب، عام 1991؛ وشهادة الإجازة في الآداب، بميزة حسن والترتيب الأول، بكلية الآداب/جامعة الحسن الثاني، الدار البيضاء/عين الشق عام 1990؛ وشهادة الإجازة في الحقوق تخصص قانون عام، بميزة مستحسن والترتيب الأول، كلية العلوم القانونية والاقتصادية بجامعة الحسن الثاني/المحمدية، المغرب. عام 2009.

## مسيرته
يعد واحدا من تسعة أعضاء، دخلوا مجلس النواب كأول مجموعة نيابية تنتمي للحركة الإسلامية المغربية المشاركة عام 1997، نائب برلماني عن مدينة الدار البيضاء لثلاث فترات تشريعية (1997-2002) و (2002 – 2007) و (2007 -2012)؛ تقلد منصب عضو مكتب مجلس النواب بمهمة أمين المجلس ما بين 1999 و2002، وبمهمة نائب رئيس مجلس النواب من 2002 إلى 2004، ونائب رئيس فريق العدالة والتنمية من 2006 إلى 2008، كان عضوا بلجنة الشؤون الخارجية والدفاع والشؤون الإسلامية منذ 1997 إلى 2005، وعضوا بلجنة العدل والتشريع من 2005 إلى 2008، وعضوا بمجلس الشورى لاتحاد المغرب العربي ونائبا لرئيس لجنته القانونية ما بين 2007 و2008.
وابتداء من 8 يونيو 2008 عين عضوا بالمجلس الدستوري.

## مؤلفاته
صدر له في مجال القانون البرلماني:
- «النظام الداخلي لمجلس النواب دراسة وتعليق» عام 2005.
- «العمل البرلماني في المغرب: قضايا وإشكالات» عام 2006.
- «مراقبة دستورية الأنظمة الداخلية للبرلمان في المغرب» عن مجلة «الحقوق» الكويتية عام 2008.
- إشكالية النظام الداخلي للبرلمان في ضوء الدستور: دراسة تحليلية دستورية، سلسلة مؤلفات وأعمال جامعية رقم 111، REMALD، الرباط 2016.
- القضاء الدستوري والأنظمة الداخلية للبرلمان 1963-2016، سلسلة الحوار العمومي رقم 11، الرباط 2016.

وفي مجال العلوم الشرعية، صدر له:
- «معلمة القواعد الفقهية عند المالكية».
- «كتاب النظائر في الفقه على مذهب الإمام مالك، لأبي يعلى أحمد العبدي (ت489هـ)» عام 2014.